# Козлов (Винницкая область)
Козло́в (укр. Козлів) — село на Украине, находится в Могилёв-Подольском районе Винницкой области.
Население по переписи 2001 года составляет 684 человека. Почтовый индекс — 24021. Телефонный код — 4337.
Занимает площадь 1,7 км².

## Адрес местного совета
24021, Винницкая область, Могилёв-Подольский р-н, с. Козлов